# Van Boshuizenstraat (stacja metra)
Van Boshuizenstraat – stacja metra w Amsterdamie, a właściwie przystanek szybkiego tramwaju, położona na linii 51 (pomarańczowej). Została otwarta 1 grudnia 1990. Znajduje się w dzielnicy Buitenveldert, obok uczelni Christelijke Scholengemeenschap Buitenveldert.